# カシワ
カシワ（柏・槲、学名: Quercus dentata）は、ブナ科コナラ属の落葉高木。日本・朝鮮半島・中国の東アジア地域に分布しており、痩せ地でも生育し、海岸で群落になっているところもある。葉は、かつて料理を盛るために使われ、端午の節句の柏餅を包む葉としても知られる。冬でも葉が落葉せずに枝に残ることから、日本では神が宿る縁起木とされている。

## 形態
落葉広葉樹の高木で、樹高は10 - 15メートル (m) ほどになる。樹皮は黒褐色で、不規則に縦方向の裂け目が入り、深い割れ目もできる。一年枝は太くて稜があり、褐色で毛があり、皮目が目立つ。
葉は短い葉柄がついて枝先に集まって互生し、長さ10 - 30センチメートル (cm) の倒卵形から広卵形で大きく、葉縁に沿って波状の大きな鋸歯がある。新葉には軟らかい毛が密生する。秋になると紅葉し、黄褐色や赤褐色に色づく。派手さはないが、条件がよいと鮮やかな橙色となり、時に赤色も混じる。紅葉が終わった後、枯れた葉は褐色に変わり、その多くは春まで枝についたまま新芽が出るまで落葉せずに残っている。
花期は晩春から初夏（5 - 6月ごろ）で、葉が開くと同時に花をつける。雌雄同株。雄花序は新枝の下部から垂れ下がる。雌花序は上部の葉腋につく。
果期は10 - 11月で、ドングリはクヌギに似た卵球形で、長さ15 - 20ミリメートル (mm) 。下部は殻斗に包まれ、先が尖って反り返る総苞片が密生する。
冬芽は枝に互生してらせん状につき、卵形で褐色をした多数の芽鱗に包まれており、毛が生えている。枝先には冬芽が複数つく。葉痕は突き出した半円形や三角形で、維管束痕が多数見られる。
ミズナラとは近縁で、形態や伐採しても萌芽する性質がよく似ていて、さらに中間的雑種も少なからず見られるが、葉の鋸歯が丸みを帯びた波状である点や、果実の殻斗に毛状の鱗片が密生している点でミズナラと区別される。

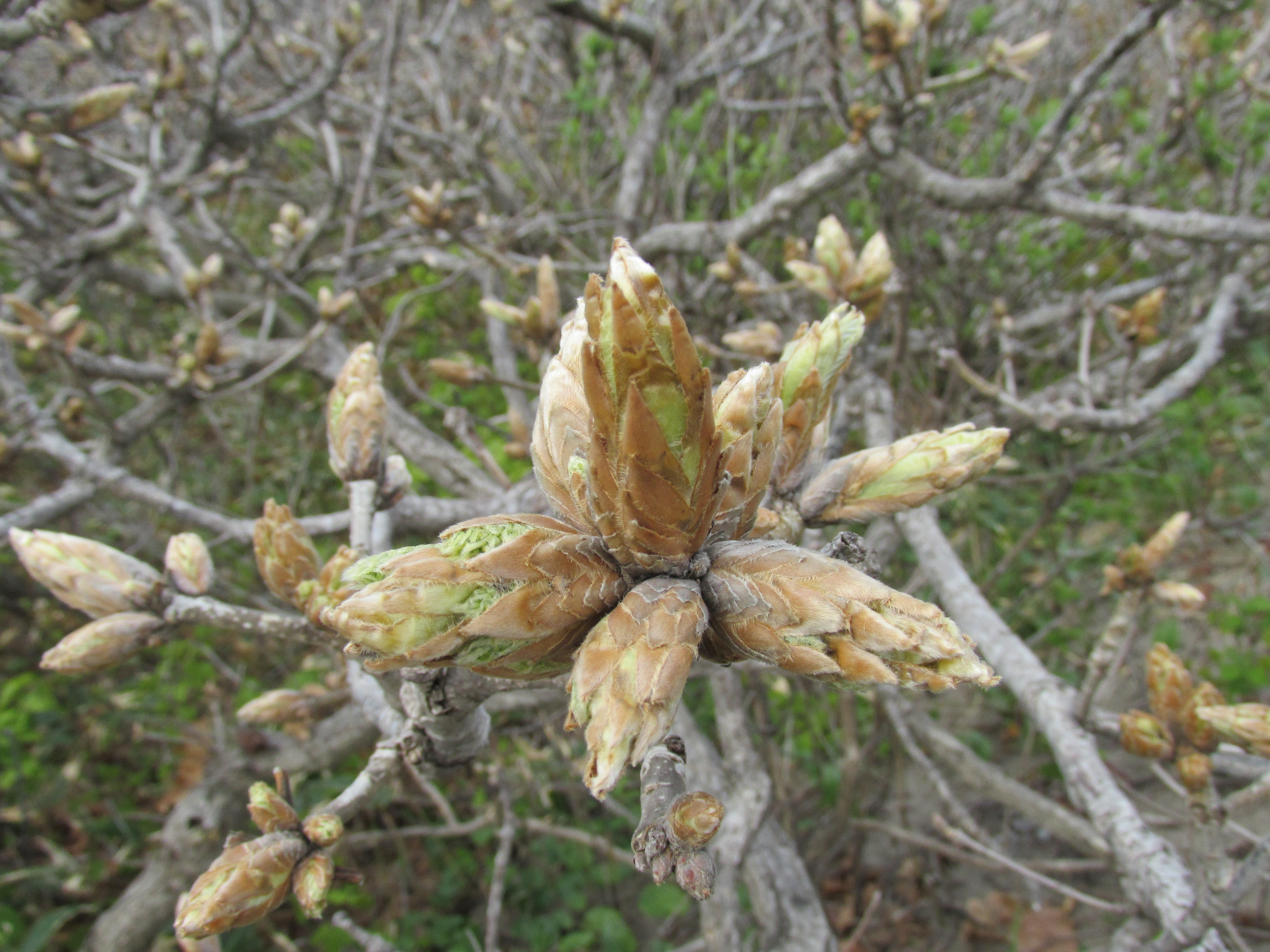
新芽
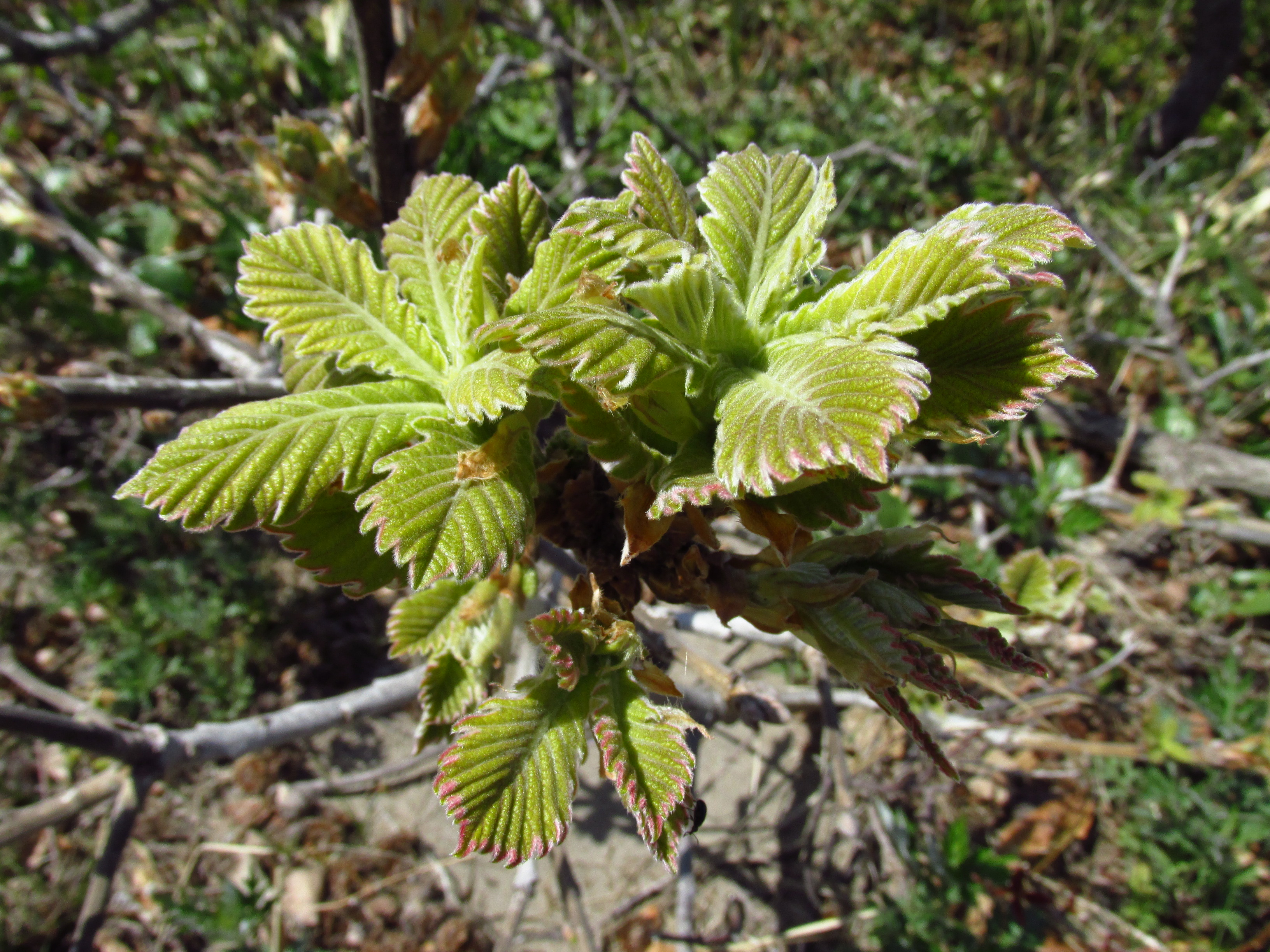
若葉
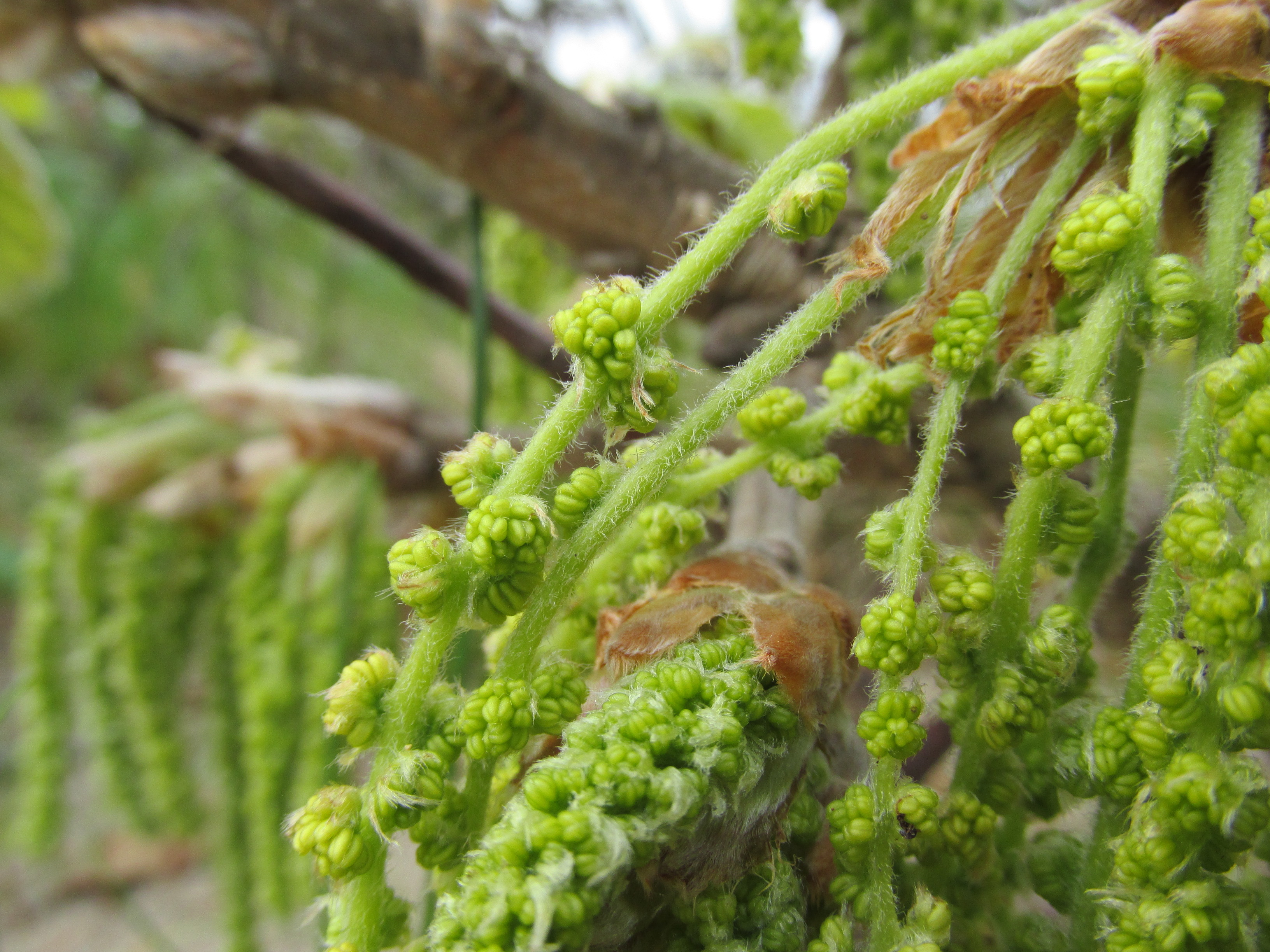
雄花
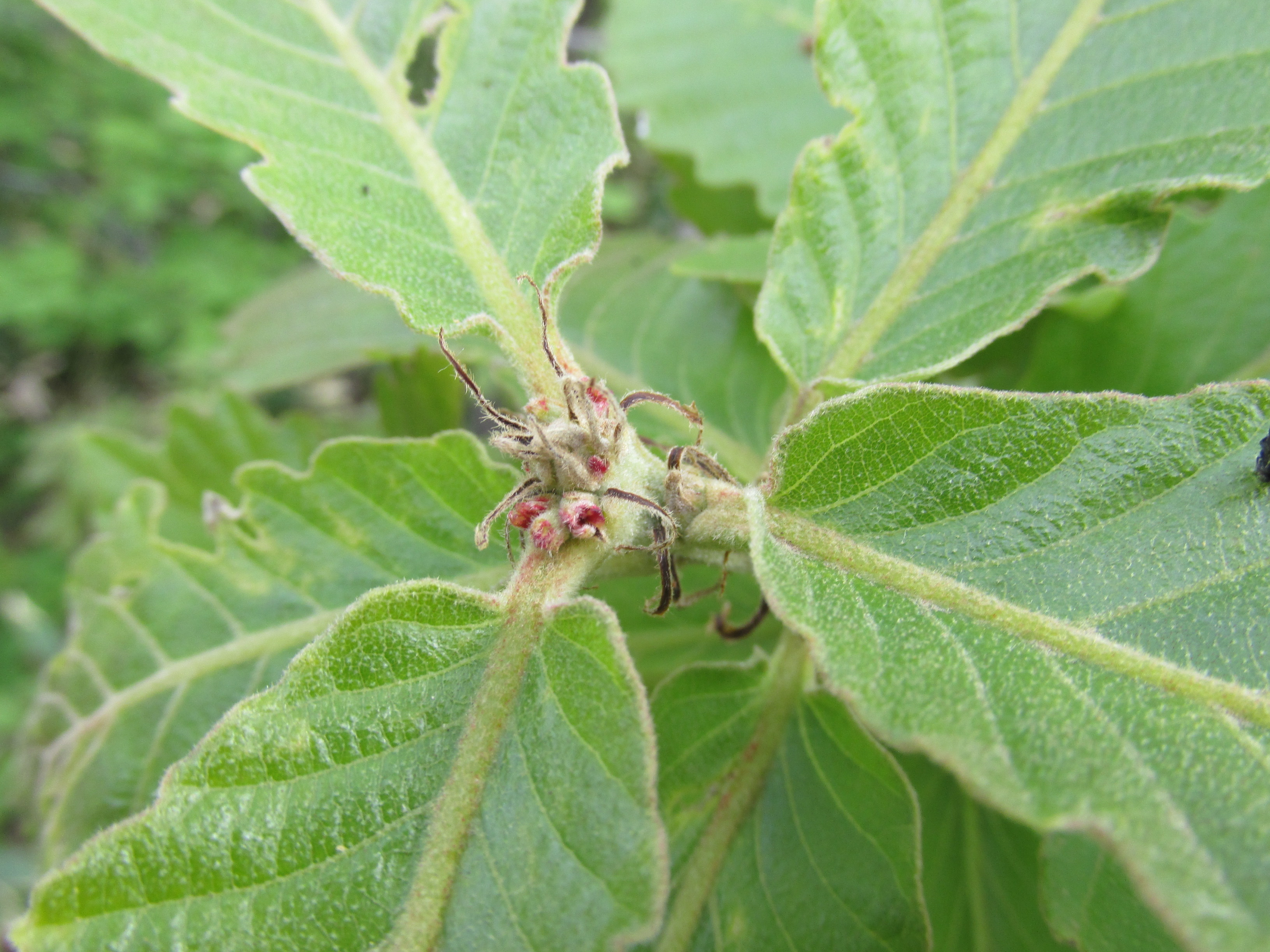
雌花
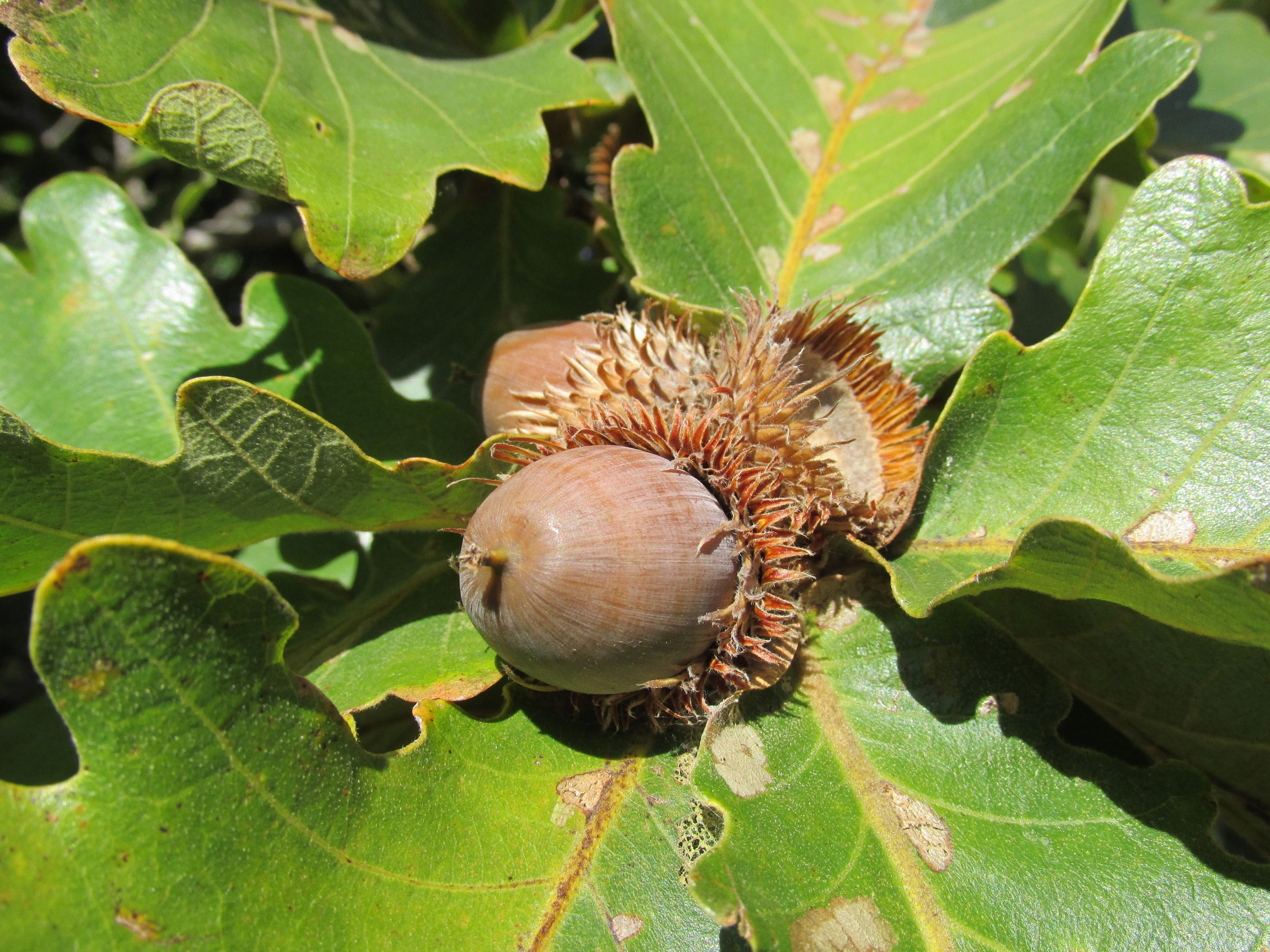
カシワの実

## 生態
他のブナ科広葉樹と同じく、菌類と樹木の根が共生して菌根を形成している。樹木にとっては菌根を形成することによって菌類が作り出す有機酸や抗生物質による栄養分の吸収促進や病原微生物の駆除等の利点があり、菌類にとっては樹木の光合成で合成された産物の一部を分けてもらうことができるという相利共生の関係があると考えられている。菌類の子実体は人間がキノコとして認識できる大きさに育つものが多く、中には食用にできるものもある。土壌中には菌根から菌糸を通して、同種他個体や他種植物に繋がる広大なネットワークが存在すると考えられている。
日本産樹木の中でも火災に特に強いことが生態的な特徴の一つであり、山火事の頻度が高くなるとブナ科の中でもカシワが優勢になることで知られる。草原の維持のために毎年の様に火入れを行うような阿蘇山、由布岳、蒜山などにおいてもカシワは生存し、しばしば群落を形成している。由布岳での観察によると全体の個体数は斜度15°未満の緩斜面に多いが、大木は急傾斜の谷筋で巨岩の脇に生えるようなものが多かったという。
カシワは耐塩性も高く、海岸近くにもしばしば純林に近い群落を形成する。葉の中にナトリウムイオンを取り込みにくいという
花は地味なものであり、花粉は風媒（英: anemophily）される。風媒花はシダ植物の胞子散布の様で原始的な花だと思われることもあるが、ブナ科やイネ科は進化の末にこの形質を獲得したとみられている。
種子は重力散布型であるが、動物の影響も大きい。ドングリの中でもタンニンを特に多く含み、渋くて食べにくく、実際に有毒である。ツキノワグマやイノシシは唾液中にタンニンを中和する成分を持ち、しかもタンニンが多い種類のドングリを食べる時期だけ中和成分を増加させることが報告されている。一般にミズナラの発芽にはネズミが地中にドングリを埋めるという貯食行動によるものが大きいと見られている。ネズミがドングリをその場で食べるか、貯食するかは周囲の環境の差も大きい。ネズミもタンニンに耐性を持つが、常に耐性を持っているのではなく時期になると徐々に体を馴化させて対応しており、馴化していない状態で食べさせると死亡率が高いという。イノシシが家畜化されたブタは例外として、その他のウシやウマなどではドングリ中毒（英:acorn poisoning）というのも知られている。
菌根の種類、花粉の媒介、種子の散布様式という3つの事象は独立して進化してきたように見えるが、連携して進化してきたのではないかという説が近年提唱されている。外生菌根、風媒花、重力散布（および風散布）はいずれも同種が密集する状況ほど有利になりやすい形質であると考えられている。
ドングリは昆虫の餌にもなっており、種子の死亡率としては動物以外にこちらも大きい。北海道における観察例ではクリシギゾウムシなどのシギゾウムシ類と、ハマキガ類が殆どである。この年の虫害率は全種子の8割、虫害による死亡率は同7割であった。虫害を受けても完全に死ぬわけでなく一部は生存し発芽もするが、実生はやや小さいという。野外ではたいていのドングリは虫害を受けているため、これに対するネズミの反応も調べられている。ヒメネズミでの実験では完食する場合は健全堅果の方を好むが、虫害果も食べないわけではない。巣へ運ぶ個数などは雌雄差が見られた。
ドングリは秋に地上に落ちるとすぐに根を伸ばし、春先には本葉を展開させる。形態節のように地下性の発芽様式をとり、子葉は地中のドングリ内に残る。ネズミは地下に残る子葉目当てに、掘り起こして捕食することがあり、初夏までの死因はこれが多いという。時期、および過度な掘り起しが起きなければ子葉の捕食自体は致命的でない場合もあると見られ、大きい種子を付けることで実生から遠ざけ子葉に誘引する生存戦略なのではという説もある。前述のように虫害でも種子内部が完全には捕食されずに生き残る例が知られている。
カシワは萌芽能力が高く、実生による更新の他に栄養繁殖として萌芽更新も期待できる。ただし栄養繁殖の中でも挿し木は困難樹種として知られる。北海道における観察ではカシワは萌芽更新と実生更新を併用することで優勢となっていると推定されている
春先に芽吹くときに先端から芽吹くものと中間から芽吹くものがあるといい、塩害や分布地の違いなどの影響があるのか注目されている。
ブナ科の落葉樹には、冬には葉が枯れるものの、枯葉は落とさないという種が幾つかで知られるが、カシワはこのような性質を持ち日本に分布する代表的な一種である。このような樹木は落葉樹でも常緑樹でもないとしてmarcescence（和訳未定）などとして注目されてきた。なぜこのようになるのかというのは栄養素の転流説、動物による冬季の食害からの保護説などいくつかの仮説が立てられている。

### ナラ枯れ
ナラ枯れ（ブナ科樹木萎凋病、英：Japanese oak wilt）は、本種をはじめ全国的にブナ科樹木の枯損被害をもたらしている病気である。原因は菌類（きのこ、カビ）による感染症であることが、1998年に日本人研究者らによって発表され、カシノナガキクイムシという昆虫によって媒介されていることが判明した。ミズナラやコナラはこの病気に対して特に感受性が強いことが知られるが、カシワも比較的感受性が高いという。

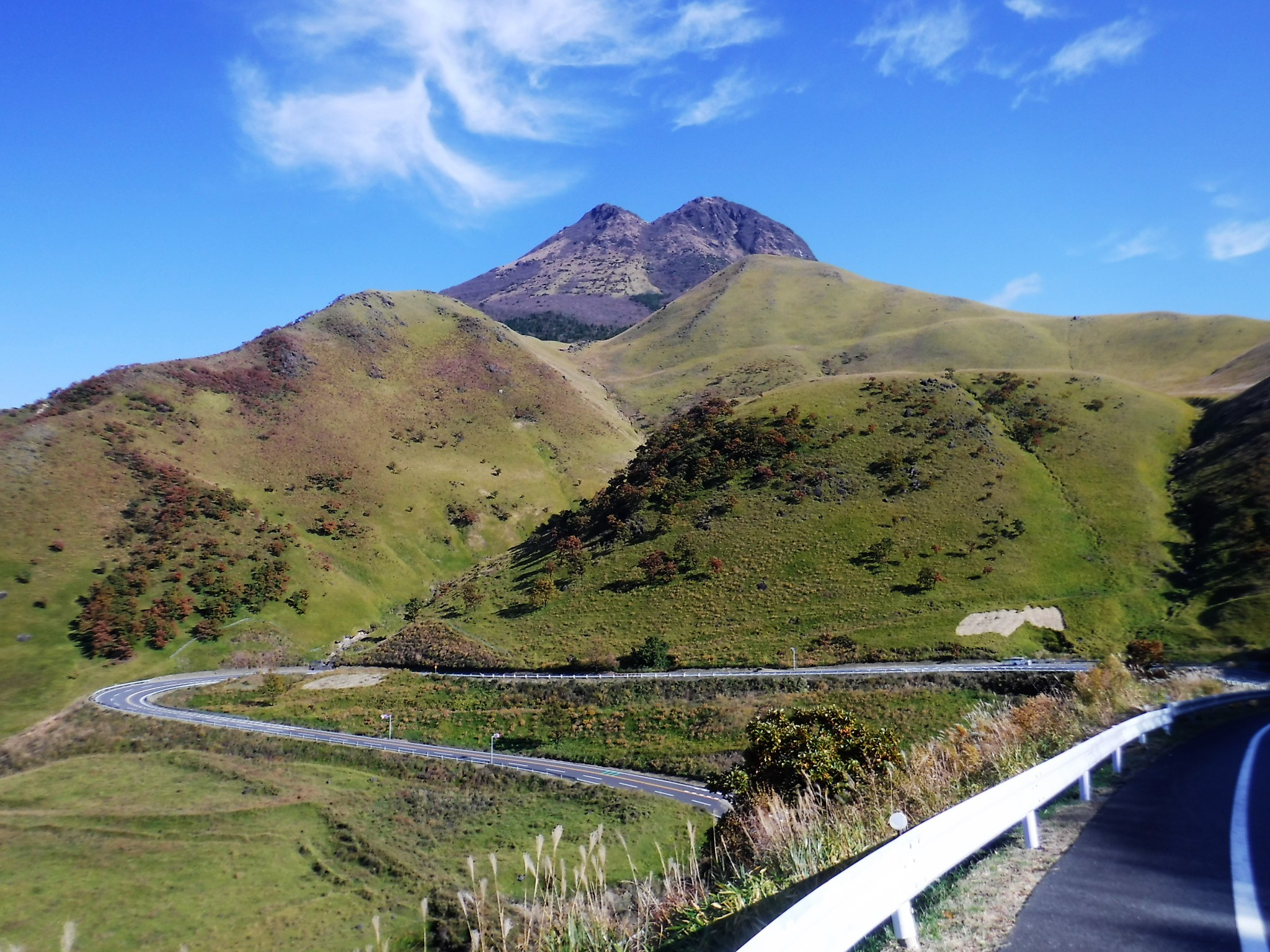
由布岳。画面中央の草原の斜面に侵入した群落がカシワである。
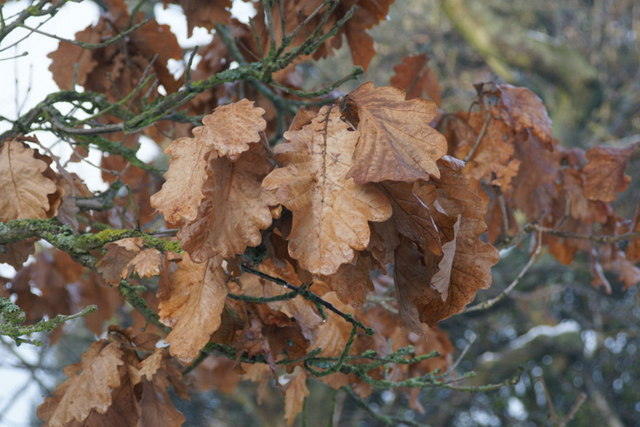
冬でも葉を落とさない（イギリス、12月撮影）

## 分布
日本の北海道・本州・四国・九州および、南千島、朝鮮半島、中国のアジア北東部と中央アジアに分布する。山地や山野、海岸近くに生える。痩せた土地や乾燥地でも生育することから、火山灰地や海岸などに群落や大樹が見られることが多く、日本では特に北海道の羊蹄山や樽前山の山麓、苫小牧周辺、勇払原野、十勝岳から十勝平野の一帯、根釧台地などがその分布域で知られる。

## 人間との関係

### 木材
硬く重い木材で、気乾比重は平均0.8程度だが、成長の良い良材ほど重くなる。道管の配置による分類は環孔材（英：rings porous wood）であり、年輪はよく目立つ。辺材部は紅色を帯びた淡褐色で、心材はくすんだ褐色である。柾目にはトラのような模様（いわゆる杢）が現れ、これが美しいと評価されることが多い。ナラ類の杢は「虎斑」、「虎斑杢」、また見る角度によっては光の反射具合が異なり銀色に見えることから「銀杢」とも呼ばれる。乾燥は難しく反りやすい 。環孔材なので塗料の乗りは良好。これらの特徴の多くはブナ科コナラ属に共通するものである。
人里近くに生えること、硬く重い木材で火持ちがよく、薪や木炭として非常に優秀である。燃料用、特に木炭の場合はクヌギを除いた落葉樹ブナ科樹木を総称して「ナラ」と呼ばれることが多い。木炭の場合は殆どの場合黒炭に加工される。高級木炭であるクヌギの菊炭やウバメガシに代表されるカシ類の備長炭（白炭）に比べると値段も手ごろで、ホームセンターなどでも手に入れることができる。ナラ黒炭の主要産地は北日本で、特に岩手県と北海道である。岩手県では北部の久慈市など、北海道では道東を中心に、道南の森町などを中心に生産されている。統計上は分からないが、いずれの産地のものにはいくらかコナラやミズナラと共にカシワが混じっているとみられる。

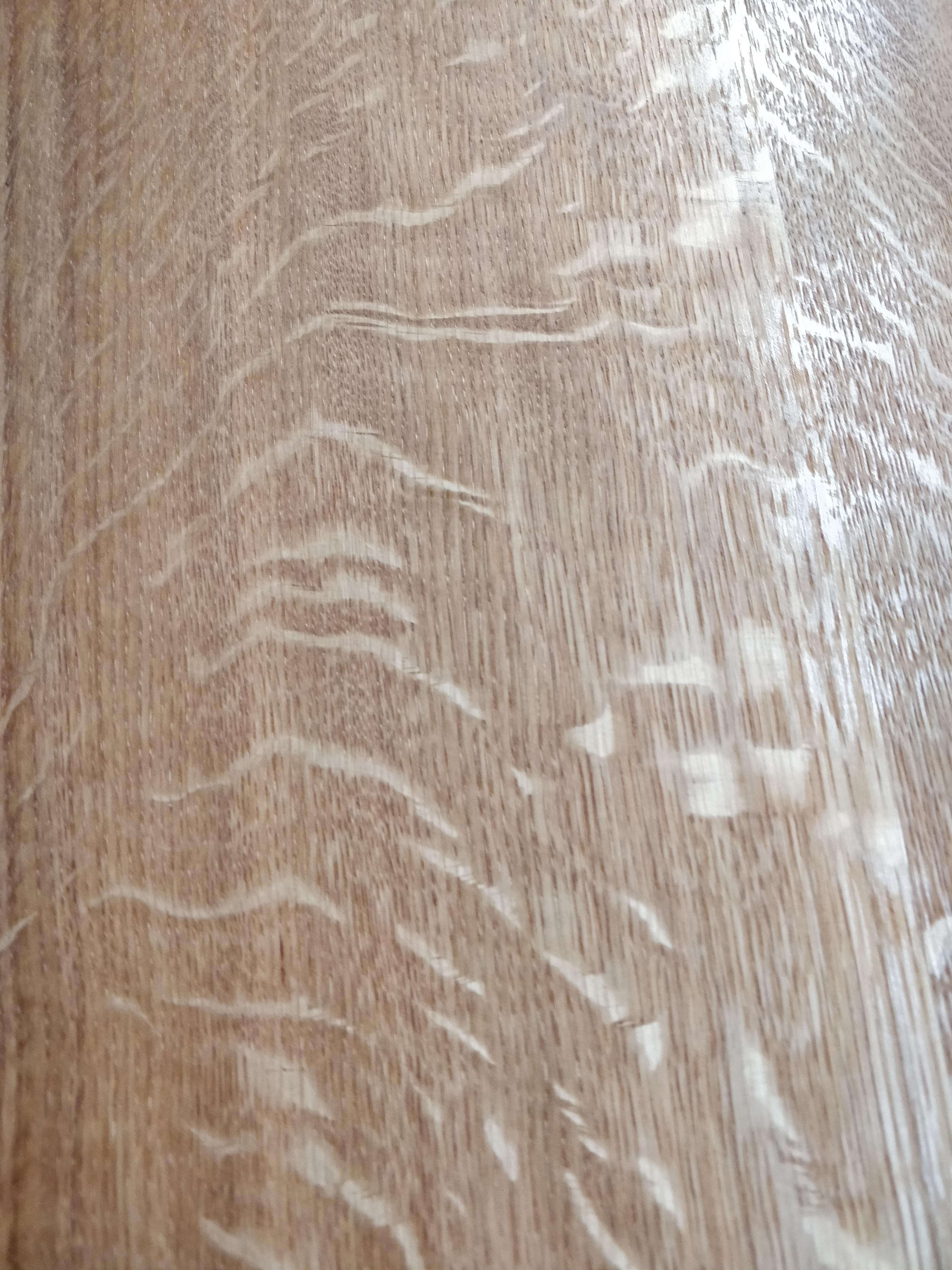
参考：ナラ類にはしばしば現れるトラのような模様（ニス掛け有）
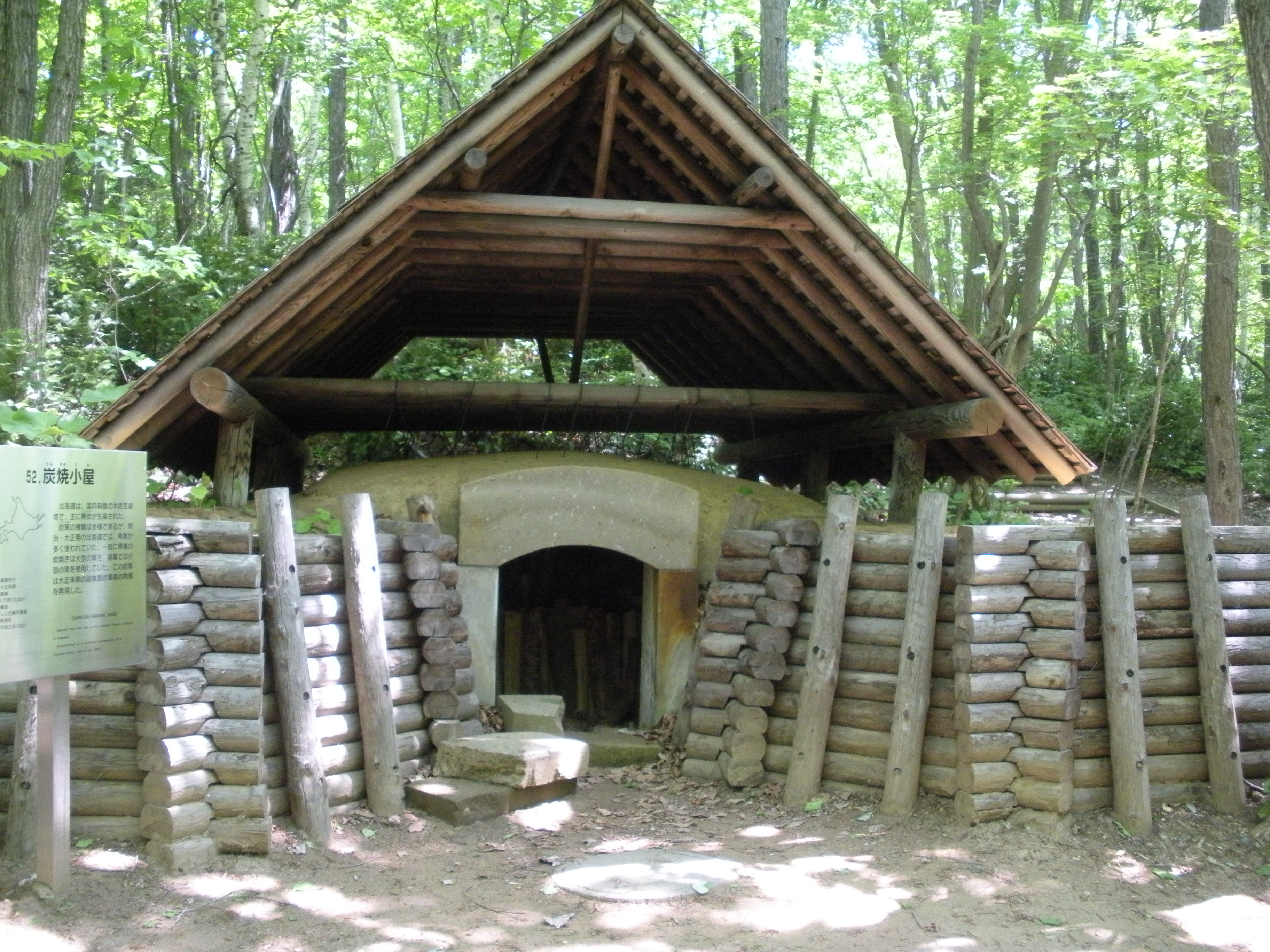
開拓使の炭窯（北海道、再現品）
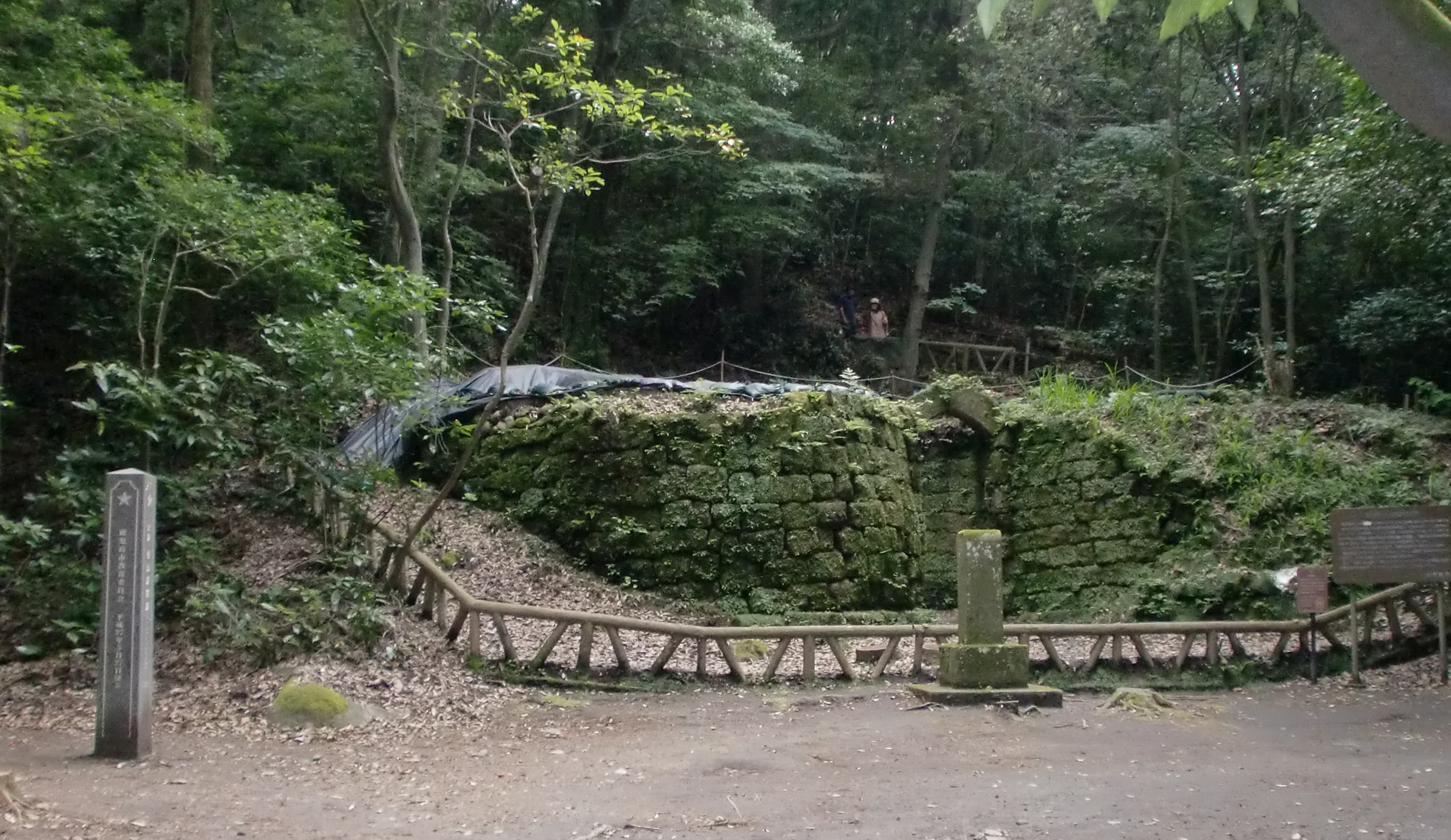
寺山炭窯跡（鹿児島県鹿児島市）
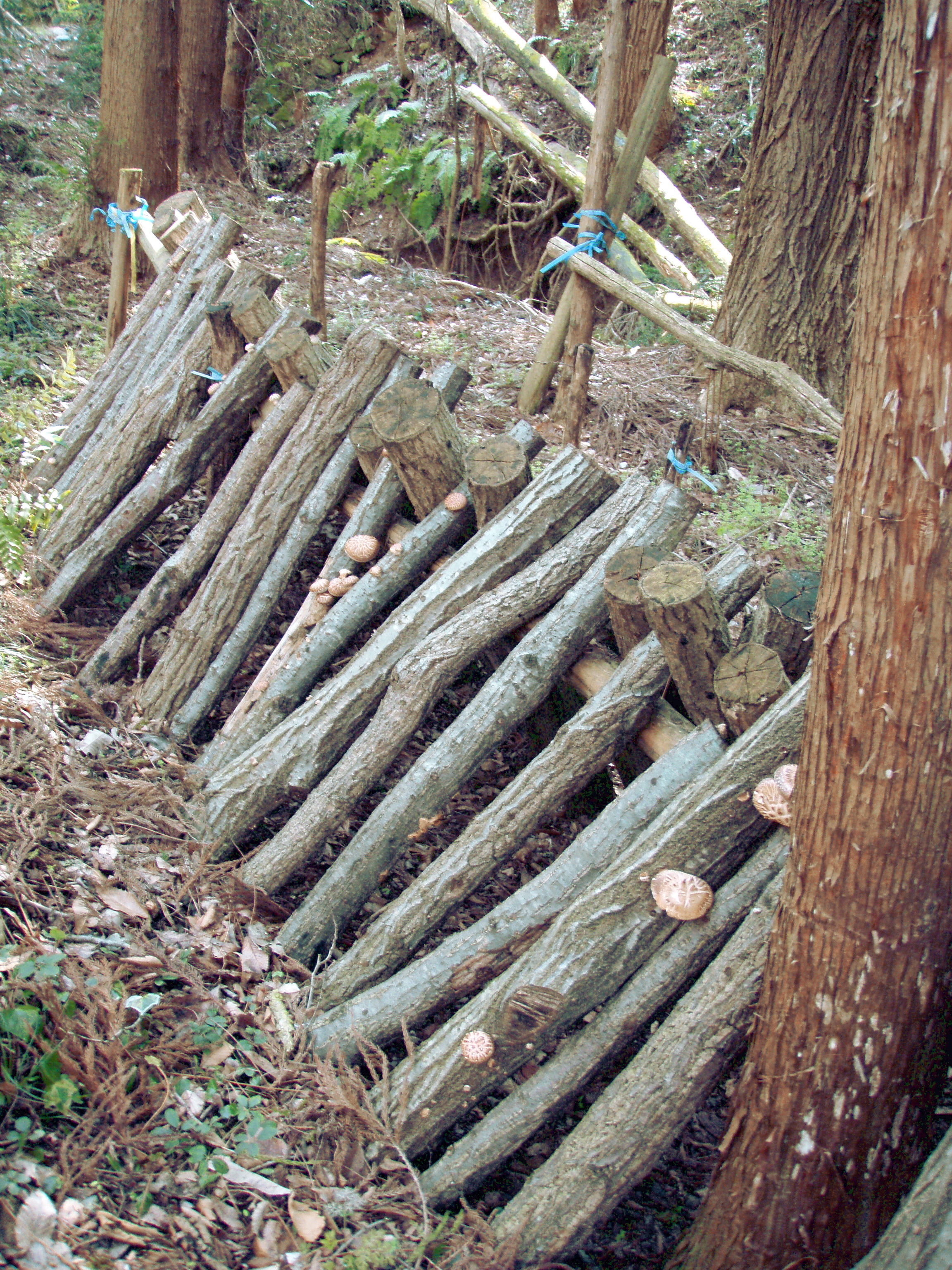
シイタケの原木栽培
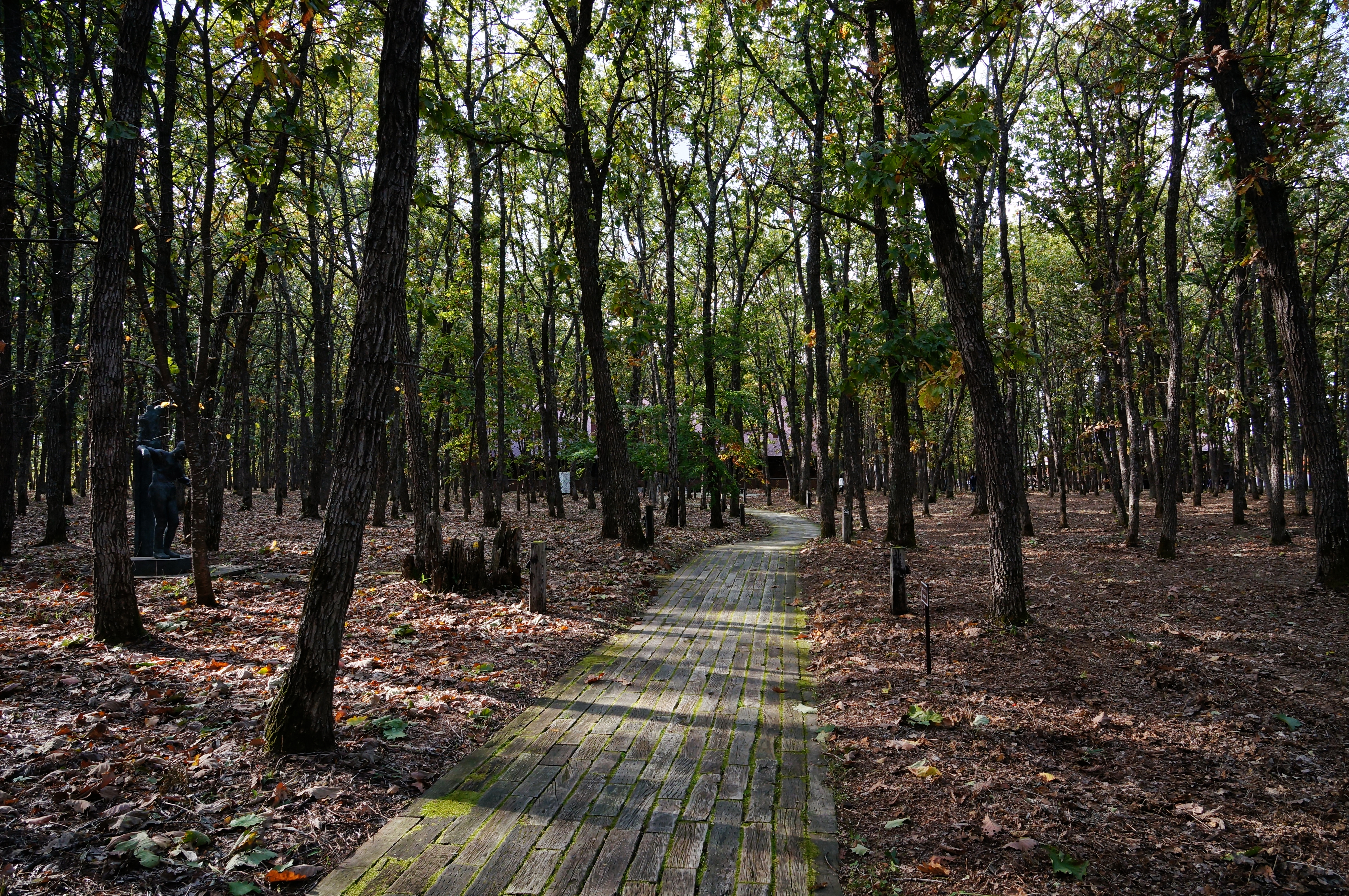
カシワ林

### 防災
耐塩性があり、痩せ地にも耐え、冬でも着葉するという生態的特徴から海岸防災林などに用いられる。日本の海岸線の防風林には一般的にクロマツが用いられるが、北海道の道北や道東など寒冷でクロマツが育たない地域では、防風林を構成する樹種としてカラマツとともにカシワが海岸林に採用されるところが多い。カシワは落葉樹であるが、秋に葉が枯れても翌年の春に新芽が芽吹くまで葉が落ちることがなく残っており、塩害で枝枯れを起こしても、木は枯れずにむしろ枝が混み合うようになるため、防風効果は高くなる。また、枯れ葉が春先まで落葉せずに残こる特性は縁起が良いとされ、庭木にも利用される。北海道石狩市の石狩砂丘には、世界的な規模のカシワによる天然の海岸林がある。
材は堅い優良材で、造船材や建材・内装材・家具材として使われ、木炭などにも使われる。黒褐色の樹皮は建材のほか、酒樽やシイタケ栽培の原木に利用するほか、タンニン（渋）をとったり、染料に用いられる。

### 食用
堅果（ドングリ）の部分を食用にできる。灰汁が多いがミズナラよりは食べやすいという。前述のように一部の動物の場合はタンニン結合性の唾液を分泌するなどの適応が見られるが、動物でも種類によっては中毒する場合もある。ヒトが食べる場合は灰汁抜きが必須である。縄文時代の遺跡からはミズナラのドングリがしばしば見つかるほか、山間部では20世紀になっても食べられており灰汁抜きの技術が伝承されていた。灰汁が比較的少ないシイ・カシのドングリが水にさらすだけで食べられるのに対し、ナラ類のドングリは煮る灰汁抜きが多い。
カシワの葉は、食べ物を盛ったり、よく知られるのは端午の節句に欠かせない小豆餡入りの餅を包んだ柏餅を包むために使われる。カシワの葉の抗菌物質としてオイゲノールが知られている。

### 象徴

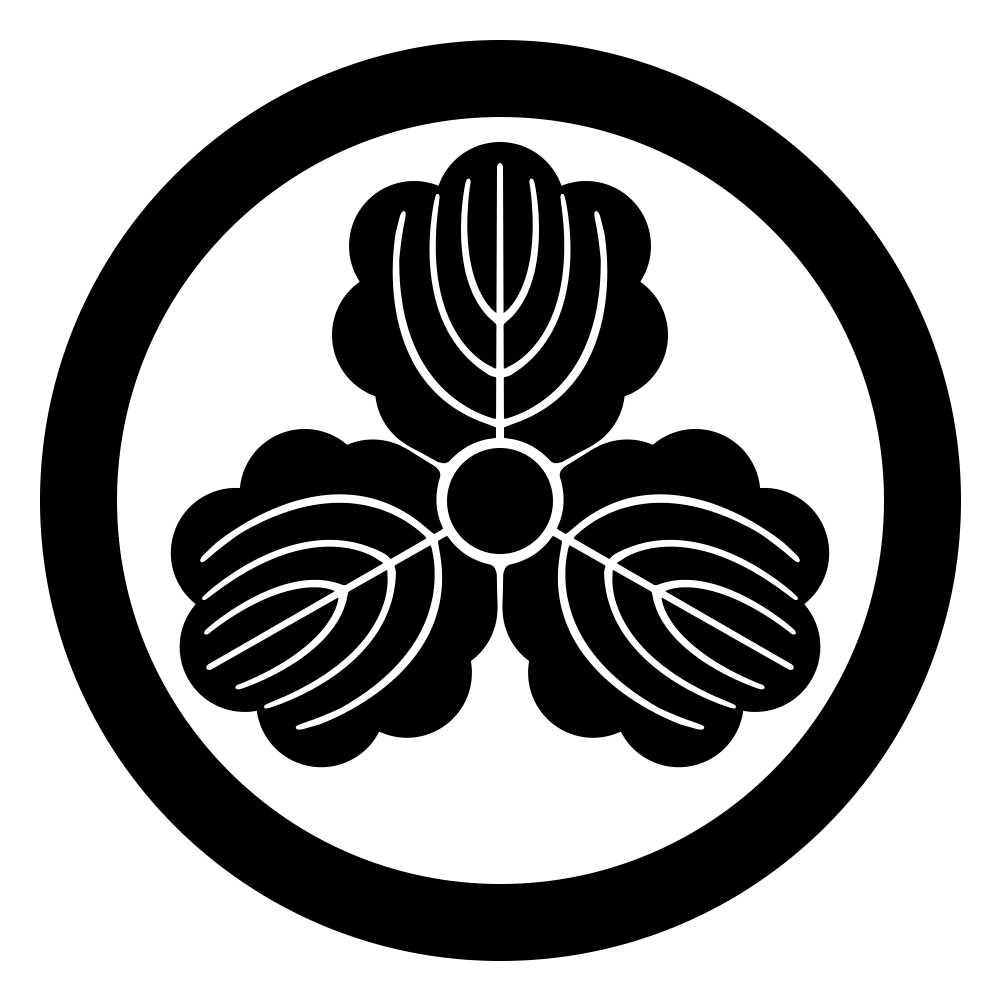
丸に三つ柏（日本の家紋）

日本では古くから「葉守の神の樹」と呼ばれている。冬でも葉が落葉せずに枝に残っているため、そこに神が宿る木と考えられ、神聖な木とされている。食物を盛るために敷く葉として、神事としての食事にふさわしいものと考えられた。葉には芳香があり、さらに翌年に新芽が出るまで古い葉が落ちない特性から「代が途切れない」縁起物とされ、柏餅を包むのに用いられたり、家紋や神紋をはじめとして多用されている。
日本の柏餅のように中国や朝鮮でもカシワの葉を使って餅を包む風習があるといい、餅をカシワの葉で包む文化は、元は中国のものが朝鮮半島経由で日本にもたらされたという説もある。
北海道のアイヌ民族は、カシワを森の神として崇拝の対象にしており、コム・ニ・フチ（カシワの木の婆様）、あるいはシリコル・カムイ（山を所有する・神）として崇めている。
西洋では、「聖母マリアの木」また「聖人の木」として、古くから尊ばれてきた。

### カシワにまつわる言葉
カシワの花言葉は、「愛想のよさ」とされる。
名古屋市以西では鶏肉のことを「カシワ」とよぶが、これは地鶏の羽色が柏の葉の紅葉の色に似ていることからこうよばれる。
ドイツの勲章の意匠を「柏葉」というときは「ヨーロッパナラ（欧州楢）」を指す。

### 自治体指定の木
日本では、市町村で自治体の木の指定を受けている。千葉県柏市では、シイと共に市の木に指定されている。
- 北海道 - 北見市、石狩市、日高町、池田町、大樹町、幕別町、士幌町、芽室町、本別町、更別村、中札内村
- 福島県 - 西郷村
- 千葉県 - 柏市

### 国指定文化財
日本では以下が、天然記念物として国の文化財の指定を受けている。
- 勝源院の逆ガシワ（岩手県紫波郡紫波町）

## 名称
和名カシワの語源は主に3つの説があり、
1. 炊事に使う葉という意味で、食べ物を盛り付けたり、あるいは蒸したりするときに食べ物を包むのに使われた葉のことを炊葉（かしきは）、あるいは炊く葉（かしぐは）といったことからという説[55][6][5][11]。
2. 葉がかたいことから、堅し葉（かたしは）の意味からとする説[55]。
3. 葉に食事を盛ることから、食敷葉（くしきは）の意味からという説[55]がいわれている。

別名では、ホソバガシワ、タチガシワ、オオガシワ、カシワギなどともよばれる。
英語では Japanese Emperor Oak（ジャパニーズ・エンペラー・オーク）、Kashiwa Oak（カシワオーク）、Daimyo oak（ダイミョウオーク）、フランス語で chêne de Daimyo（シェン・ド・デミオ）などと称する。日本のカシワは、中国名では「槲樹」や「櫟」になる。ただし、日本における「櫟」の漢字名は、クヌギ、あるいはイチイにあてられている。
日本では漢字で「柏」と書くことが多いが、中国における「柏」は、ヒノキの仲間の針葉樹を意味し、ヒノキ科ビャクシン類、ネズコ類などにあてられており、コノテガシワ、シダレイトスギ、イブキ、サワラ、アスナロなどの針葉樹の総称である。戦前の植物学では、イチイ科からヒノキ科までの針葉樹は「松柏綱」とよんでおり、「松柏類」は針葉樹のマツ類と広葉樹のカシワ類という意味ではない。現代中国語ではヒノキ科を柏科という。漢詩などでは、「柏」が常緑樹であることから、変わらないことの比喩に使われる。このほかカシワは、槲、枹、柞などの漢字も使われており、柞はハハソ、ホウソを意味する。
アイヌはコムニ、トゥンニと呼んだ。種小名 dentataは「歯のある」の意味で、恐らく葉の特徴的な形の鋸歯に因む。

## 種内変異
- 品種
  - ホウオウガシワ（学名: Quercus dentata Thunb. f. pinnatiloba (Makino) Kitam. et T.Horik.）[57]
- 交雑種
  - カシワコナラ（別名：カシワモドキ、学名: Quercus × angustilepidota Nakai）[58] - ミズナラとの種間交雑種
  - ホソバガシワ（学名: Quercus × nipponica Koidz.）[59] - ミズナラとの種間交雑種
  - コガシワ（学名: Quercus × takatorensis Makino）[60] - コナラとの種間交雑種